# Viloxazină
Viloxazina (cu denumirea comercială Qelbree, printre altele) este un medicament antidepresiv din clasa inhibitorilor recaptării de noradrenalină (IRN), fiind utilizat în tratamentul depresiei majore și al ADHD. Calea de administrare disponibilă este cea orală.